# Теодор Остеркамп
Теодор Остеркамп (нім. Theodor Osterkamp; нар. 15 квітня 1892, Дюрен — пом. 2 січня 1975, Баден-Баден) — німецький воєначальник часів Третього Рейху, генерал-лейтенант Люфтваффе (1944). Кавалер Pour le Mérite (1918) та Лицарського хреста Залізного хреста (1940). Учасник Першої та Другої світових війн, один з найкращих асів Першої світової війни з 32 збитими літаками противника. Один з небагатьох льотчиків, що стали асами у двох світових війнах.

## Біографія
Теодор Остеркамп народився на світ 15 квітня 1892 в місті Дюрен у Рейнській провінції. Потім його батько, фабрикант, переїхав до Дессау, де він закінчив гімназію. Напередодні Першої світової війни, Тео навчався лісової справи.
Військова кар'єра
- 27 серпня 1914 — пілот
- 13 липня 1916 — лейтенант-цур-зее
- 1 серпня 1933 — гауптман
- 1 квітня 1934 — майор
- 1 квітня 1937 — оберст-лейтенант
- 1 жовтня 1939 — оберст
- 22 серпня 1940 — генерал-майор
- 1 серпня 1942 — генерал-лейтенант

### Перша світова війна
У серпні 1914 року під час військово-лікарської комісії його визнали занадто хворобливим для кайзерівської армії, й тому Теодора записали до лав авіації Імперських ВМС (нім. Marineflieger) на курси повітряних спостерігачів. Наступні два роки він служив у 2-му розвідувальному авіаційному підрозділі флоту (нім. 2. Marine-Fliegerabteilung), що діяло вздовж узбережжя Фландрії, а 13 липня 1916 був підвищений в офіцери з отриманням звання лейтенант-цур-зее.
У березні 1917 року він поступив до Путцигу на курси перепідготовки на льотчика-винищувача і 14 квітня 1917 року по закінченні навчання направлений у 1-шу Саксонську морську винищувальну авіагрупу (нім. Marine-Jagdstaffel 1 (MFJ I). 15 жовтня 1917 року Остеркамп призначений командиром 2-ї морської винищувальної авіаційної групи MFJ II і залишався на цій посаді всю війну. Він літав на самих різних винищувачах — «Альбатросах» D.III і D.V, «Фоккері» D.VII і, нарешті, на монопланах «Фоккер» D.VIII. Кольорами його підрозділу були жовтий і чорний, його особистою ознакою на літаку були жовті й чорні кільця навколо фюзеляжу. 11 липня 1918, вже будучи досвідченим льотчиком-винищувачем, Остеркамп очолив проведення випробувань літаків Junkers J 7 і J 9.
Бойові успіхи Остеркампа принесли йому чимало нагород, включаючи Залізний хрест 1-го класу і Лицарський хрест ордену дому Гогенцоллернів із мечами, отриманий 20 серпня 1917 р. 2 вересня 1918 року він був нагороджений вищим орденом Німецької імперії «Pour le Mérite», останнім серед німецьких військовиків часів Великої війни за здобуті у повітряних боях 23 перемоги. Загалом він записав на власний рахунок 32 перемоги над англійськими та французькими пілотами.

### Інтербеллум
14 лютого 1919 року Теодор Остеркамп був прийнятий почесним членом Асоціації авіації Німеччини. У цьому ж році разом з іншими добровольцями Йозефом Якобсом і Готтардом Заксенбергом у складі оперативної авіаційної групи Фрайкора брав участь у боях проти більшовиків, що намагалися окупувати Балтійські країни.
З 1931 році він працював диспетчером в аеропорту міста Кіль. У 1933 році взяв активну участь у відродженні нових військово-повітряних сил Німеччини та створенні 1-ї авіаційної винищувальної школи (нім. Jagdfliegerschule 1). Паралельно Остеркамп також брав участь у другому, третьому і четвертому Міжнародному туристичному авіаційному конкурсі «Challenge 1930» в 1930 році (11-е місце), «Challenge 1932» в 1932 році (12-е місце) і «Challenge 1934» в 1934 році (5-те місце).

### Друга світова війна
19 вересня 1939 року Теодор Остеркамп прийняв командування над 51-ю винищувальною ескадрою JG 51. На цій посаді він залишався до 23 липня 1940, здобувши ще 4 перемоги під час битви за Францію і дві в перші дні битви за Англію (1 червня 1940 бомбардувальник Bristol Blenheim і 13 липня «Спітфайр»). 22 серпня 1940 був нагороджений Лицарським хрестом Залізного хреста з одночасним присвоєнням військового звання генерал-майор.
«Дядя Тео», як його з повагою прозвали його підлеглі пілоти-винищувачі, оскільки, будучи асом Першої світової війни, з успіхом літав і в роки Другої світової, обіймав різні командні посади, зокрема, очолював винищувальні сили (Jagdfliegerführer 2) 2-го повітряного флоту в Північній Франції. 1 серпня 1942 року він призначений командиром Особливого командування Люфтваффе «Африка» (нім. Luftgaustab z.b.V. Afrika), а 5 квітня 1943 року командиром Винищувального командування «Сицилія» (нім. Jagdfliegerführer Sizilien). 31 грудня 1944 року він вийшов у відставку частково через його критичні висловлювання на адресу Верховного командування.
2 січня 1975 року у віці 82 років Теодор Остеркамп помер у Баден-Бадені.

## Нагороди

### Перша світова війна
- Залізний хрест 2-го класу (вересень 1915)
- Хрест Фрідріха (Ангальт) (30 липня 1916)
- Залізний хрест 1-го класу (24 вересня 1916)
- Лицарський хрест королівського ордена дому Гогенцоллернів з мечами (20 серпня 1917)
- Військовий Хрест Фрідріха-Августа (Ольденбург) 2-го і 1-го класу (27 квітня 1918) — отримав 2 нагороди одночасно за 10 збитих літаків.
- Лицарський хрест ордена Альберта Ведмедя (Ангальт) з мечами (1 червня 1918)
- Pour le Mérite (2 вересня 1918)
- Почесний кубок для переможця у повітряному бою
- Нагрудний знак спостерігача морської авіації
- Нагрудний знак «За поранення» в чорному

### Міжвоєнний період
- Балтійський хрест
- Почесний хрест ветерана війни з мечами
- Медаль «За вислугу років у Вермахті» 4-го і 3-го класу (12 років)
- Комбінований Знак Пілот-Спостерігач

### Друга світова війна
- Застібка до Залізного хреста 2-го і 1-го класу
- Лицарський хрест Залізного хреста (22 серпня 1940)
- Нарукавна стрічка «Африка»

### Інші пілоти обох світових війн
- Гаррі фон Бюлов-Боткамп — також ас обох війн.
- Отто Гене
- Еріх Мікс
- Стенлі Вінсент